# Эстамиров, Магомед Юнусович
Магоме́д Юну́сович Эстами́ров (род. 5 июля 2004, Орджоникидзевская, Ингушетия) — российский футболист, полузащитник.

## Биография
Родился в посёлке Орджоникидзевская (ныне город Сунжа).
Воспитанник футбольной школы Магомеда Оздоева.
В начале 2021 года присоединился к любительскому клубу «Ангушт». В 2024 команда получила профессиональный статус и была заявлена для выступлений во Второй лиге (дивизион «Б»).
6 апреля 2024 года в матче Второй лиги (дивизион «Б») против «Ростова-2» дебютировал в профессиональном футболе.
20 февраля 2025 года подписал контракт с клубом «Вест Армения». 24 февраля 2025 года в матче против «Ноа» дебютировал в чемпионате Армении.

## Статистика выступлений
| Выступление      | Выступление       | Выступление      | Лига | Лига | Кубки | Кубки | Итого | Итого |
| Клуб             | Лига              | Сезон            | Игры | Голы | Игры  | Голы  | Игры  | Голы  |
| ---------------- | ----------------- | ---------------- | ---- | ---- | ----- | ----- | ----- | ----- |
| Ангушт           | Вторая лига («Б») | 2024             | 29   | 0    | 0     | 0     | 29    | 0     |
| Ангушт           | Итого             | Итого            | 29   | 0    | 0     | 0     | 29    | 0     |
| Вест Армения     | АПЛ               | 2024/25          | 4    | 0    | 0     | 0     | 4     | 0     |
| Вест Армения     | Итого             | Итого            | 4    | 0    | 0     | 0     | 4     | 0     |
| Всего за карьеру | Всего за карьеру  | Всего за карьеру | 33   | 0    | 0     | 0     | 33    | 0     |